# The Power Within
The Power Within é o quinto álbum de estúdio da Banda Inglesa de Extreme Power Metal DragonForce, foi lançado em 15 de Abril de 2012. É o primeiro álbum da banda com a presença do novo vocalista Marc Hudson após a saída de ZP Theart. O álbum contêm 10 faixas exclusivas e 3 faixas bônus no Digital e Vynil Version. A versão japonesa traz um cover do Shadow Warriors, "Power of the Ninja Sword". A banda é um projeto paralelo do guitarrista Sam Totman.
O CD ainda contêm uma caixa exclusiva contendo:
- Código de Acesso para o material bônus plus;
- Bandeira DragonForce;
- DragonForce Lanterna/Abridor de Garrafa;
- Conjunto de 6 esteiras de cerveja Dragonforce apresentando desenhos animados da banda por Frédéric Leclercq.[1]

## Faixas
| N.º            | Título                      | Duração |  |
| 1.             | "Holding on"                | 4:56    |  |
| 2.             | "Fallen World"              | 4:09    |  |
| 3.             | "Cry Thunder"               | 5:17    |  |
| 4.             | "Give Me the Night"         | 4:29    |  |
| 5.             | "Wings of Liberty"          | 7:22    |  |
| 6.             | "Seasons"                   | 5:05    |  |
| 7.             | "Heart of the Storm"        | 4:44    |  |
| 8.             | "Die By the Sword"          | 4:26    |  |
| 9.             | "Last Man Stands"           | 5:12    |  |
| 10.            | "Seasons (versão acústica)" | 4:26    |  |
| Duração total: | Duração total:              | 48:46   |  |

| Digital e Vynil Version |                                                      |         |  |
| N.º                     | Título                                               | Duração |  |
| 11.                     | "Cry Thunder (ensaio ao vivo)"                       | 5:13    |  |
| 12.                     | "Heart of the Storm (versão com refrão alternativo)" | 4:41    |  |
| 13.                     | "Avant La Tempête (Instrumental)"                    | 2:01    |  |
| Duração total:          | Duração total:                                       | 11:55   |  |

| Faixa bônus japonesa |                                                       |         |  |
| N.º                  | Título                                                | Duração |  |
| 11.                  | "Power of the Ninja Sword (cover do Shadow Warriors)" |         |  |
| Duração total:       | Duração total:                                        | 03:37   |  |

## Créditos
- Marc Hudson – Vocais
- Herman Li – Guitarra, Vocal De Apoio
- Sam Totman – Guitarra, Vocal De Apoio
- Vadim Pruzhanov – Teclado, Piano, Vocal De Apoio
- Dave Mackintosh – Bateria, Vocal De Apoio
- Frédéric Leclercq – Baixo, Guitarra Adicional, Vocal De Apoio

### Músicos adicionais
- Emily Ovenden - Backing vocais
- Clive Nolan - Backing vocais